# Chokio
Chokio [ʃəˈkaɪoʊ] är en ort i Stevens County i Minnesota. Vid 2010 års folkräkning hade Chokio 400 invånare.